# Toniobosje
Het Toniobosje is een natuurgebied bij het Nederlandse dorp Sint Kruis, dat ongeveer 0,5 ha groot is.
Het is gelegen op het Hoogland van Sint Kruis, een van de weinige Pleistocene dekzandruggen die in Zeeuws-Vlaanderen aan de oppervlakte komt. Deze formatie wordt gerekend tot de Formatie van Twente en de rug verloopt hier in oost-westelijke richting. Ze is honderd meter breed, een viertal kilometer lang en ligt één tot anderhalve meter boven het omringende land.
Het Toniobosje is een oud eikenhakhoutbos op dit hoge land, dat een beschermd natuurgebied is dat niet toegankelijk voor het publiek is, maar ten dienste van wetenschappelijk onderzoek staat. Het is een restant van het vroegere berken-eikenbos dat hier ooit gestaan heeft.
Tegenover het Toniobosje ligt het Groote Gat (Sint Kruis) en de Heirweg, een natuurontwikkelingsgebied. Aan de noordzijde van het Toniobosje ligt de Sint-Pietersdijk.
Tot 1983 woonde hier amateurarcheoloog en historicus Jan van Hinte.